# Love Is the Seventh Wave
Love Is the Seventh Wave è il secondo singolo e la seconda traccia del primo album solista di Sting, The Dream of the Blue Turtles  del 1985.

## Informazioni sulla canzone
La canzone descrive come l'amore sia "la settima onda" (the seventh wave), o l'onda più forte in una serie di onde, annullando così qualsiasi tipo di problema. Si conclude con un breve, auto-ironico riferimento al singolo di maggior successo di Sting con i Police, Every Breath You Take, che riguardava invece il lato oscuro dell'amore che porta alla gelosia sessuale e all'ossessione.

## Il singolo
Il singolo contiene un mix diverso della canzone originale contenuta nell'album. Compare inoltre una versione dal vivo di Consider Me Gone, registrata al Théâtre Mogador di Parigi nel 1985.

## Tracce
Edizione statunitense (AM-2787)
1. Love Is the Seventh Wave (versione singolo) – 3:45
2. The Dream of the Blue Turtles – 1:15

Edizione britannica (AMY 272)
1. Love Is the Seventh Wave (nuovo mix) – 4:05
2. Consider Me Gone (Live) – 4:45

Edizione promozionale statunitense (SP-12153)
1. Love Is the Seventh Wave (versione lunga) – 4:05
2. Fortress Around Your Heart (versione album) – 4:48
3. The Dream of the Blue Turtles – 1:15

## Classifiche
| Classifica (1985)                | Posizione massima |
| -------------------------------- | ----------------- |
| Belgio (Fiandre)                 | 19                |
| Canada                           | 38                |
| Francia                          | 30                |
| Irlanda                          | 25                |
| Nuova Zelanda                    | 17                |
| Paesi Bassi                      | 10                |
| Regno Unito                      | 41                |
| Stati Uniti                      | 17                |
| Stati Uniti (mainstream rock)    | 19                |
| Stati Uniti (adult contemporary) | 20                |